# Liste der Staatsoberhäupter 43 v. Chr.
Übersicht
◄◄ | ◄ | 47 v. Chr. | 46 v. Chr. | 45 v. Chr. | 44 v. Chr. | Liste der Staatsoberhäupter 43 v. Chr. | 42 v. Chr. | 41 v. Chr. | 40 v. Chr. | 39 v. Chr. | ► | ►►

Weitere Ereignisse

## Afrika
- Ägypten
  - Königin: Kleopatra VII. (51–30 v. Chr.)

## Asien
- Armenien
  - König: Artavasdes II. (55–34 v. Chr.)

- Charakene
  - König: Attambelos I. (47/46–25/24 v. Chr.)

- China
  - Kaiser: Han Yuandi (49–33 v. Chr.)

- Iberien (Kartlien)
  - König: Bartom (63–30 v. Chr.)

- Indien
  - Indo-Griechisches Reich
    - König: Zoilos II. (50–30 v. Chr.)

  - Indo-Skythisches Königreich
    - König: Azilises (57–35 v. Chr.)

  - Shatavahana
    - König: Mrigendra Svatikarna (46–36 v. Chr.)

- Japan (Legendäre Kaiser)
  - Kaiser: Sujin (97–30 v. Chr.)

- Judäa
  - König: Johannes Hyrkanos II. (63–40 v. Chr.)

- Kappadokien
  - König: Ariobarzanes III. (51–42 v. Chr.)

- Kommagene
  - König: Antiochos I. (69–38 v. Chr.)

- Korea
  - Dongbuyeo
    - König: Geumwa (48–7 v. Chr.)

  - Silla
    - König: Bak Hyeokgeose Geoseogan (57 v. Chr.–4)

- Nabataea
  - König: Malichus I. (59–28 v. Chr.)

- Osrhoene
  - König: Ma’nu II. (52–34 v. Chr.)

- Partherreich
  - Schah (Großkönig): Orodes II. (57–38 v. Chr.)

- Pontos
  - kein Vasallenkönig 46–39 v. Chr.

## Europa
- Bosporanisches Reich
  - König: Asandros (47–20 v. Chr.)

- Britannien
  - Catuvellaunen
    - König von Catuvellauni: Cassivellaunus (54–20 v. Chr.)

  - Atrebaten
    - König von Atrebates: Commius (57–20 v. Chr.)

- Odrysisches Königreich
  - König: Sadalas II. (48–42 v. Chr.)
  - König: Rhescuporis I. (Abdera-Linie) (48–42 v. Chr.)

- Römisches Reich
  - Konsul: Gaius Vibius Pansa Caetronianus (43 v. Chr.)
  - Konsul: Aulus Hirtius (43 v. Chr.)
  - Suffektkonsul: Augustus (43 v. Chr.)
  - Suffektkonsul: Quintus Pedius (43 v. Chr.)
  - Suffektkonsul: Gaius Carrinas (43 v. Chr.)
  - Suffektkonsul: Publius Ventidius Bassus (43 v. Chr.)